# 程英
程英是金庸武俠小說《神鵰俠侶》中的一位女角色。性格果斷，氣質雍容，談吐得宜，行事沉著穩重；善解人意，外柔內和。對楊過深情不移，是楊過除小龍女外最信服的人。
登場回數：(神)1-2、10、14-16、30-32、38-40

## 生平
程英自小父母雙亡，寄居姨父陸展元家中。九歲時在「赤練仙子」李莫愁向陸家尋仇時與表妹陸無雙失散，中毒後獲桃花島主「東邪」黃藥師相救。拜黃藥師為師，成為其第七個徒弟，也是關門弟子，並學習桃花島武功、琴棋書畫及五行八卦等學問。
她戴著黃藥師所製的人皮面具前來相救被李莫愁追趕的陸無雙，並認識到古墓派楊過。在石陣之戰中救了楊過後便對他有愛慕之心，因知道他早有意中人——古墓派第三代掌門人小龍女——而不愿表達愛意。
楊過在絕情谷和小龍女失散後，便與她以及陸無雙結拜為義兄妹。晚年和陸無雙在江南嘉興隱居。

## 相關人物
- 阿姨：陸二娘
- 姨丈：陸立鼎
- 表妹：陸無雙
- 師父：黃藥師
- 師兄、姊：曲靈風、陳玄風、梅超風、陸乘風、武眠风（新修版为武罡风）、馮默風、黃蓉
- 義兄（心上人）：楊過

## 影视形象

### 电视剧
- 1976 胡茵茵 香港佳视电视剧《神雕侠侣》
- 1983 王爱明 香港无线电视剧《神雕侠侣》

- 1984 林秀君 台湾中视电视剧《神雕侠侣》
- 1995 张可颐 香港无线电视剧《神雕侠侣》
- 1998 宋清清 新加坡电视剧《神雕侠侣》
- 1998 朱晏 台湾台视电视剧《神雕侠侣》
- 2006 王嘉 中國电视剧《神雕侠侣》
- 2014 赵韩樱子、柴蔚 中國电视剧《神雕侠侣》

### 电影
- 1983 黎燕珊 香港邵氏电影《杨过与小龙女》